# چشمان بدون چهره
چشمان بدون چهره (به فرانسوی: Les yeux sans visage) فیلمی فرانسوی-ایتالیایی سال ۱۹۶۰ به کارگردانی ژرژ فرانژو و بازی پییر براسور و آلیدا والی است؛ که بر اساس رمانی به همین نام، از ژان رودون ساخته شد. در طول تهیه فیلم، استانداردهای سانسور اروپا در نظر گرفته شد؛ با استفاده از لحن مناسب، کم کردن خشونت و حذف کردن شخصیت "دانشمند دیوانه". علی‌رغم اینکه این فیلم از فیلترهای استاندارد اروپا گذر کرده بود ولی بعد از انتشار آن چالش‌هایی را در اروپا رقم زد. نگرش‌ها از تشویق و ستودن به انزجار و اشمئزاز تبدیل شد.
این فیلم اولین اکران آمریکایی خود را در سال ۱۹۶۲ تحت عنوان "اتاق ترس دکتر فاستوس"، به صورت صداگذاری شده و ویرایش شده، به دست آورد. در ایالات متّحده، این فیلم به صورت "دابل فیچر" (مدیر سینماها گاهی اوقات دو تا فیلم را به قیمت یک فیلم برای دیدن قرار می‌دادند) با فیلم "منستر (۱۹۵۹)" اکران شد. اولین واکنش‌ها نسبت به فیلم چندان مثبت نبود، اما بعد از انتشار در پخش خانگی بر شهرت و اعتبارش افزوده شد. منتقدین حال حاضر، این فیلم را به علت طبیعت شاعرانه و تأثیرگذاری روی دیگر فیلم‌سازان، ستایش و تقدیر کرده‌اند.

## موضوع
شبی درست در خارج از شهر پاریس، خانمی سوار ماشین که از کنار خشکی کنار رودخانه می‌گذشت، جنازه‌ای را درون رودخانه رها می‌کند. بعد از اینکه جنازه بازیابی می‌شود، دکتر ژنسییر، جنازه را شناسایی می‌کند و او شباهتی میان این جنازه و بازمانده دخترش کریستین که صورتش (که به شدت تخریب شده بود و از شکل افتاده بود) در یک تصادف که قبل از ناپدیدشدنش رخ داده و مقصر آن پدرش بود، مشاهده می‌کند. دکتر ژنسییر در یک خانه بزرگ که همجوار کلینیک او هم است، همراه با یک سری سگ ژرمن شپرد که در قفس هستند و سگ های بزرگ دیگر، زندگی می‌کند.
در پی خاکسپاری کریستین، دکتر ژنسییر و دستیارش لووئیس، زنی که پیشتر آن جنازه را دور انداخته بود، به خانه بازمی‌گردند که کریستین واقعی آنجا پنهان شده بود (در فیلم توضیح داده می‌شود که لوو ئیس در حد مرگ نسبت به دکتر وفادار بوده، به این دلیل که دکتر صورت او را که بسیار صدمه دیده بود، به صورتی که کمترین اثر زخم برجای بماند بجز زخم کوچکی که لووئیس آن را با گردن آویزی از مروارید پوشانده، مداوا کرده بود). بدن متعلق به خانمی جوان بود که در اثر تلاش ناموفق دکتر برای پیوند صورت او به شمایل دخترش، مرده بود. دکتر ژنسییر قول داده بود که صورت کریستین را بازیابی کند و اصرار داشت که او ماسک به صورت بزند تا از شکل افتادگی صورت او پوشانده شود. بعد از اینکه پدرش اتاق را ترک می‌کند، کریستین با نامزدش، ژاک ورنون، که با دکتر در کلینیکش کار می‌کرد، تماس می‌گیرد، اما بدون اینکه کلمه‌ای بگوید تماس را قطع می‌کند.
لووئیس دختر سوئیسی جوانی را به اسم «ادنا گروبر» فریب می‌دهد و به خانه ژنسییر می‌آورد. ژنسییر با کلروفرم ادنا را بیهوش می‌کند و او را به آزمایشگاه محرمانه خود می‌برد. کریستین مخفیانه پدرش و لووئیس را می‌بینید که ادنا را به سمت آزمایشگاه می‌برند، و سپس به پیش سگهایی که پدرش در قفس کرده بود می‌رود تا آن‌ها را که همیشه مهر او به خود را پذیرفته و نسبت به ظاهرش بی‌تفاوت بودند، نوازش کند.
دکتر ژنسییر عمل جراحی پیوند پوست را آغاز می‌کند، پوست صورت ادنا را برمی‌دارد. دکتر با موفقیت پوست ادنا را به صورت دخترش پیوند می‌زند و ادنا را که حال، صورتی از شکل افتاده و باندپیچی شده دارد را بر خلاف میل او نگه می‌دارد.
ادنا فرار می‌کند، ولی به سمت مرگ خویش با افتادن از پنجره طبقه بالا، می‌رود. بعد از دور ریختن جنازهٔ ادنا، ژنسییر متوجه نقص‌هایی در صورت کریستین می‌شود. صورت او در طی چند روز به طرز بدی پیش رفته بود؛ بندش پوست جدید را نپذیرفته و او باید دوباره به صورت پوش (ماسک) خود مراجعه کند. کریستین دوباره به ژاک تلفن می‌زند ولی اینبار اسمش را صدا می‌زند، ولی تماس تلفنی توسط لوئیس قطع می‌گردد.
ژاک تماس را برای پلیسی که در مورد پرونده‌های ناپدید شدن دختران جوانی با چشمان آبی و مشخصات ظاهری مشابه تحقیق می‌کرد، گزارش می‌کند. پلیس سر نخی را پیدا کرده که مربوط به زنی است که گردن آویزی از مروارید دارد، که ژاک او را لوئیس تشخیص می‌دهد. بازپرس پارو، مأموری که ناپدید شدن ادنا را بررسی و رسیدگی می‌کند، خانم جوانی به نام پولت مرودون را (که اخیراً به علت دزدی دستگیر شده بود) مجبور می‌کند که برای بهبود بخشیدن به رسیدگی به پرونده ادنا، خودش را به کلینیک دکتر ژنسییر معرفی کند. بعد از اینکه سلامت وی اعلام شد، پولت آنجا را به مقصد پاریس ترک می‌کند و بی‌درنگ لووئیس او را سوار می‌کند، و او را نزد دکتر ژنسییر می‌برد. دکتر در حال آماده شدن برای جراحی بود که لووئیس به او خبر می‌دهد که پلیس قصد دارد او را ببیند. حین اینکه دکتر با پلیس صحبت می‌کند، کریستین که مدت‌ها بود که نسبت به آزمایش‌های پدرش قطع امید کرده و اخیراً در حال از دست دادن عقلش به خاطر تقصیر و گوشه نشینی بود، پولت را آزاد می‌کند و با چاقو به گردن لووئیس ضربه می‌زند. او همچنین سگ‌ها و پرنده‌هایی که پدرش برای آزمایش‌هایش استفاده می‌کرد را آزاد می‌کند. دکتر ژنسییر پلیس را مرخص می‌کند (که کاملاً توضیحات او را پذیرفته بودند) و به آزمایشگاه بازمی‌گردد، که یک سگ رها شده ژرمن شپرد که او همین اخیر او را برای انجام آزمایشش بدست آورده بود، به او حمله می‌کند، و سگهای دیگر را که به خاطر زندانی شدن و دردهای زیاد توسط دکتر، خبر می‌کند، و آن‌ها او را تا حد مرگ پاره می‌کنند، و صورت او را حین این کار از شکل می‌اندازند. کریستین که نسبت به مرگ پدرش بی‌تفاوت است، و ظاهراً بیشتر به یک انسان تبدیل شده است، آهسته به سمت باغ بیرون خانه ژنسییر قدم برمی‌دارد در حالیکه یکی از پرنده‌هایی را که آزاد کرده بود را در آغوش گرفته‌است.

## بازیگران
'پییر براسور' در نقش دکتر ژنسییر، استاد دانشگاه، پزشک و پدر کریستین. ژنسییر روی سگ‌های خود آزمایش انجام می‌دهد و عمل پیوند پوست را روی خانم‌های جوان انجام می‌دهد تا سعی کند که صورت از دست رفته دخترش را بازیابی کند.
براسور پیش از این در فیلم دیگر کارگردان جورج فرانژو به نام "سری تکیه داده شده به دیوار(۱۹۵۸)"، باز هم در نقش اول و در نقش یک دکتر، بازی کرده بود.
'ادیث سکوب' در نقش کریستین ژنسییر، دختر دکتر ژنسییر. صورت کریستین در تصادفی که تقصیر پدرش بود به شدت صدمه می‌بیند. برای مدت زیادی از فیلم صورت او توسط صورت پوش بسیار سفتی که شبیه صورتش قبل از تصادف است، پوشیده شده‌است. او هم مانند براسور، توسط همان کارگردان در فیلم «سری تکیه داده شده به دیوار» در نقشی فرعی به بازیگری گرفته شده‌است. او بعده‌ها با فرانژو چهار فیلم دیگر را انجام می‌دهد.
'آلیدا والی' در نقش لووئیس، زنی که دستیار دکتر ژنسییر است، خانم‌های جوان را می‌رباید، دکتر را در عمل‌ها یاری می‌کند و به عنوان مادر جانشین برای کریستین مادری می‌کند. او در برخی عمل‌ها به دکتر کمک می‌کند، به علت اینکه دکتر در بهبود صورت او که در حادثه‌ای که برایش اتفاق می‌افتد (سکانسی در فیلم برای آن نیست)، از بین می‌رود، تلاش می‌کند.
'فرانسوا گه‌رین' در نقش ژاک ورنون، دانشجوی دکتر و نامزد کریستین. ژاک از فعالیت جنایت‌آمیز دکتر بی‌خبر است و باور دارد که کریستین مرده است. بعد دریافت یک تماس تلفنی از کریستین، او با پلیس برای بررسی این جنایت همکاری می‌کند.
'جولیت می نیل' در نقش ادنا گروبر، خانم جوانی که قربانی آزمایش دکتر ژنسییر می‌شود، که بعد از دوست شدن با لووئیس در پاریس، اتفاق می‌افتد. ادنا تنها دختری است که صورتش با موفقیت به صورت کریستین پیوند می‌خورد. حین بازیابی از جراحی به لووئیس حمله می‌کند و سپس از پنجره خانه ژنسییر به پایین می‌پرد و می‌میرد.
'الکساندر رینیو' در نقش بازرس پارو، یک بازرس پلیس که پرونده ناپدید شدن قربانیان ژنسییر را بررسی می‌کند، او نهایتاً متوجه می‌شود که همه دختران گمشده دارای مشخصات مشترک و مشابهی هستند.
'بئاتریس آلتاریبا' در نقش پولت مرودون، خانم جوانی که توسط پلیس به علت سرقت از فروشگاه دستگیر شده. به علت شباهتش با خانمی که ژنسییر ربوده بود، توسط پارو خبردار می‌شود که همه اتهامات او در صورت همکاری با پلیس و معرفی کردن خود به کلینیک ژنسییر، سلب می‌شود. او متعاقباً آزاد می‌شود و برای پیوند صورت ربوده می‌شود، اما دختر ژنسییر او را قبل از اینکه دکتر روی او عمل جراحی انجام دهد، نجات می‌دهد.

## تولید
در اواخر دهه ۱۹۵۰ میلادی، فیلم‌های ژانر وحشت بریتانیایی مانند: "طلسم فرنکنشتاین(۱۹۵۷)" و "وحشت دراکولا(۱۹۵۸)" میان علاقمندان به فیلم فرانسوی محبوب و مشهور بود. در آن موقع، فیلم‌های ترسناک مدرن مشابهی از طرف فیلمسازان فرانسوی برای ساخت‌شان تلاشی صورت نگرفته بود، تا اینکه تهیه‌کننده‌ای به نام "جولز بورکون" تصمیم گرفت به بازار فیلم‌های ترسناک قدم بگذارد. بورکون حقوق مربوط به رمان رودون را خریداری کرد و سمت کارگردانی را به یکی از بنیانگذاران "سینماتک فرانسوی"، فرانژو، که در حال کارگردانی اولین فیلم غیر مستند خود به اسم "سری تکیه داده به دیوارها(۱۹۵۸)" بود، پیشنهاد کرد. فرانژو در دوران فیلم‌های بی صدا، زمانی که فیلمسازانی مانند جورج ملیه و لوویی فویاد فیلم‌های خوبی می‌ساختند، بزرگ شد، سپس او فرصت را غنیمت شمرد تا در همین ژانر به سینما خدمت کند. فرانژو احساس کرد که داستان فیلم مربوط به فیلم ترسناک نیست؛ بلکه او دیدش از فیلم را به صورت " یک اندوه... خلق و خوی آرام تری نسبت به ترسناک دارد... درونی تر و نافذتر. یک ترس در درجهٔ هومیوپات است" (روشی درمانی بر اساس دوز پایین که در صورت مصرف بیشتر برای یک فرد سالم، علائمی مشابه بیماری در او ایجاد می‌شود)، بیان کرد.
برای اجتناب از پیشامد مشکل با سانسور اروپا، بورکون به فرانژو اخطار کرد که از صحنه‌هایی از قبیل داشتن خون زیاد (مغایر سانسور فرانسه)، نشان دادن آزار حیوانات (مغایر با سانسور انگلستان) و هم چنین شخصیت دانشمند دیوانه (مغایر با سانسور آلمان)، به شدت خودداری کند. تمام این سه فاکتور بخشی از خود رمان بودند، که نمایانگر یک چالش برای پیدا کردن لحنی مناسب برای نشان دادن این عامل‌های داستان در فیلم بود. در ابتدا با کار کردن با کلود سوته که به عنوان دستیار اول کارگردان کار می‌کرد و فیلم‌نامه مقدماتی را معرفی می‌کرد، فرانژو تیم بوالو-نارسوژاک (پی یر بوالو و توماس نارسوژاک) را که رمان‌هایی اقتباسی از "اهریمنی‌ها(۱۹۵۵)" اثر آنری-جورج کلوزو و همین‌طور "سرگیجه (۱۹۵۸)" اثر آلفرد هیچکاک را نوشته بودند، به خدمت گرفت. نویسندگان، مرکز توجه را از سمت دکتر ژنسییر به سمت دختر او، کریستین، بردند؛ این تغییر شخصیت، دکتر را در پرتوی شخصیتی مثبت‌تر و قابل فهم‌تر تصویر می‌کرد، و موجب کمک در اجتناب از محدودیت‌های سانسوری شد.
برای کارمندان بخش تولید، فرانژو از افرادی که با آن‌ها روی پروژه‌های قبلی کار کرده بود، استفاده کرد. سینماتوگرافری به نام "اوژان شوفتان"، برای رندر کردن کردن تصاویر فیلم انتخاب شد. شوفتان با فرانژو در فیلم "سری تکیه داده شده به دیوارها(۱۹۵۸)" همکاری کرده بود. مورخ سینما، دیوید کلات، در مورد شوفتان گفته بود:" ایده‌آل‌ترین گزینه برای نمایش دادن کابوس‌های فرانژو است".(تنها دو سال بعد شوفتان جایزه بهترین سینماتوگرافی را برای فیلم سیاه-سفید به نام "(The Hustler (1961" دریافت کرد) و آهنگساز فرانسوی "موریس ژار"، موسیقی فراموش نشدنی‌ای برای فیلم ساخت.
ژار هم قبلاً با فرانژو در فیلم "سری تکیه داده شده به دیوارها(۱۹۵۸)" همکاری کرده بود. منتقدین امروزی، از دو زمینهٔ تحمیل‌کننده موسیقی فیلم، به عنوان یک نماهنگی از یک کارناوال جلف (شامل سوار کردن خانم‌های جوان توسط لووئیس برای دکتر ژنسییر) و یک قطعه ناراحت‌تر و سبک‌تر برای کریستین، یاد می‌کنند. ژار متعاقباً موسیقی فیلم "لورنس عربستان(۱۹۶۲)" و "دکتر ژیواگو (۱۹۶۵)" همراه با موسیقی دیگر فیلم‌ها را، ساخت.

## انتشار
فیلم‌برداری «چشمان بدون صورت» در سال ۱۹۵۹ به پایان رسید، و اولین اکرانش در ۲ مارس ۱۹۶۰، در پاریس بود. علی‌رغم اینکه این فیلم از فیلترهای سانسور اروپا گذشته بود، اما با انتشارش در اروپا جنجال به پا کرد. مجله خبری فرانسوی «اکسپرس» اشاره به «غش کردن» حضار در حین سکانس پیوند پوست، داشت. در طول نمایش فیلم در جشنواره فیلم ادینبورگ (پایتخت اسکاتلند)، هفت نفر از حضار غش کردند، که کارگردان فیلم، فرانژو، پاسخ داد: «حالا می‌فهمم که چرا مردان اسکاتلندی دامن می‌پوشند».
برای پخش در آمریکا در سال ۱۹۶۲ بخش‌هایی از فیلم حذف شد. برای آن صداگذاری به زبان انگلیسی انتخاب شد و عنوان آن به «تالار وحشت دکتر فاستوس» تغییر کرد. در تدوین و ویرایش نسخهٔ آمریکایی، بخش‌هایی از صحنه‌های پیوند پوست به همراه صحنه‌هایی که جنبه‌های انسان دوستانهٔ دکتر ژنسییر را، مانند نگهداری و دوست داشتن کودکی کوچک که در کلینیکش بود، دربر داشت از فیلم حذف شدند.

## پخش خانگی
"چشمان بدون صورت" در ۹ ژانویه سال ۲۰۰۱، توسط "کینو ویدئو" بر روی VHS و توسط "کرایتریون کالکشن" بر روی DVD در ۱۹ اکتبر سال ۲۰۰۴، انتشار یافت. DVD آن شامل اولین مستند جورج فرانژو "خون هیولاها"، توصیفی از قتلگاه فرانسوی، بود. نسخه ریجن ۲ این فیلم در ۲۱ آوریل سال ۲۰۰۸ توسط شرکت "سکندسایت فیلمز" منتشر شد.
ویرایش ریجن ۴ آن در ۲ ژوئیه سال ۲۰۰۷ توسط شرکت "آمبرلا انترتینمنت" منتشر شد که دیسک آن حاوی اولین مستند فرانژو به نام " خون هیولاها " بود. در سال ۲۰۱۳، "کرایتریون کالکشن" فیلم را به صورت Blu-ray منتشر کرد، اینبار فیلم دقیقاً از روی نگاتیو دوربین تبدیل شده بود.

## پذیرش توسط عموم
در پی اولین انتشار فیلم، واکنش و پاسخ منتقدین فرانسوی در مورد فیلم متوسط، که از اشتیاقی آرام تا ناامیدی یا اهانت عمومی محدود می‌شد، به این علت که آن‌ها عقیده داشتند که فیلم یا یک تکرار از اکپرسیونیسم آلمان یا واقعاً ناامیدی کارگردان به خاطر قدم برداشتن از عرصه مستندسازی و قدم‌گذاری به عرصه فیلمسازی ژانر، که به گفته آن‌ها "ژانر فرعی است، نسبتاً در حد توانایی او نیست"، بود. فرانژو در پاسخ به این نقد، بر این عقیده بود که این در این فیلم تلاش شده بود که ژانر فرعی، جدی گرفته شود. در انگلستان، "ایزابل کوئیگلی"، منتقد فیلم برای "اسپکتیتور"، دربارهٔ فیلم گفته بود:"تهوع‌آمیزترین فیلم از زمانی که من نقادی را شروع کردم، است"، این درحالیست که بازبینگری که موافقت کرده بود که ایزابل فیلم را پسندیده، تا سر حد اخراج شدن رفت. یک بازبینی منفی در مجله فیلم "Variety" به اشاره بخصوصی بدین صورت داشت:"ایفای نقش غیرطبیعی، جایی را برای توصیف شخصیت‌ها و انگیزه‌ها کنار می‌زد، و تکرر در عمر افکت دهی باعث از بین رفتن اثر اولیهٔ آن می‌شد" و "یک روند نامعلوم و آهسته باعث شد تا فیلم، فضایی به سبک قدیمی داشته باشد".
با بازنشر فیلم در سپتامبر ۱۹۸۶، در رابطه با سابقه کارهای کارگردان‌ها در تئاتر ملی فیلم در لندن و "سینماتک فرانسه" در فرانسه، وضعیت نقد این فیلم شروع به ارزیابی دوباره کرد. پاسخ منتقدین فرانسوی به فیلم به مراتب مثبت تر از زمان انتشار اولیه فیلم بود، که در این رابطه سردبیر مجله "کتابچه سینما"، سرژ دانی، به فیلم صفت "شگفتی" را نسبت داد.
نسخه اصلی فیلم در تئاترهای آمریکا در ۳۱ اکتبر سال ۲۰۰۳ انتشار دوباره شد و با نقدهای عالی روبه رو شد. طبق ۳۵ بازبینی که توسط "راتن تومیتوز" گردآوری شده بود، فیلم به‌طور متوسط با ۹۷ درصد "فرش ریتینگ" و متوسط امتیازدهی ۱۰/۸٫۱. بازبینی کنندگان نسبت به طبع شاعرانه و تأثیر قوی آن بر روی شاعر و فیلمساز فرانسوی "ژان کاکتو". جاناتان روزنبام از مجله "شیکاگو ریدر"، فیلم را تحسین کرد، و در مورد آن گفت:"بی معنی و به زیبایی یک داستان افسانه‌ای".
ج. هوبرمن از مجله "صدای دهکده"، فیلم را "یک شاهکار از وحشت شاعرانه و یک خشونت بانزاکت و قابل لمس" اعلام کرده بود. دانشنامه "فیلم‌های ترسناک"، در مورد تأثیر "کاکتو" گفت:"فرانژو به فیلم یک فن شاعری عجیبی اعطاء کرد که تأثیر "کاکتو" در آن بی تردید قابل مشاهده بود. "دیوید ادلستاین" از مجله "State" هم این فیلم را با آثار "کاکتو" مقایسه کرده بود.
در اوایل دهه ۲۰۱۰، "Time Out" یک نظرخواهی را برگزار کرد که در آن تعدادی از نویسندگان، کاگردانان، بازیگران و منتقدین در آن شرکت داشتند، تا به بهترین فیلم‌های ژانر وحشت رأی دهند. فیلم "چشمان بی صورت" در رتبه ۳۴ در میان صدفیلم برتر آن‌ها قرار گرفت.

## میراث و تأثیرگذاری‌ها
این فیلم، بسیاری از فیلم‌های اروپایی را از زمان انتشار خود تحت تأثیر خود قرار داده است. "خسوس فرانکو"، کارگردان اسپانیایی در طول دوران کاری خود فیلم‌هایی ساخته که متأثر از همین است. اولین کار او یک کار مشترک بین اسپانیا و فرانسه به نام "گریه‌ها در شب (۱۹۶۲) بود. داستان فیلم فرانکو در مورد یک جراح پلاستیک، دکتر اورلاف، است که برای بازسازی صورت از بین رفته دخترش "ملیساً تلاش می‌کند. بازرس "ادگار تانر"، تحقیقات خود را از طریق دوست دختر دکتر اورلاف، "واندا برونسکی" به عنوان جاسوس، دنبال می‌کند. فرانکو در پی این فیلم نسخه‌های بعدی ای هم ساخت. او فیلم دیگری که تأثیر زیادی از "چشمان بدون صورت" گرفته‌است را به نام "بدون صورت(۱۹۸۸)" ساخت. "بدون صورت" هم، موضوعی مشابه دارد، ربوده شدن دختران زیبا که توسط دستیار دکتر "فلاملند (هلموت برگر)" گروگان گرفته می‌شوند. دکتر برای انجام جراحی پلاستیک روی صورت خواهرش، از پوست صورت زن‌های دزدیده شده استفاده می‌کند که این آزمایش‌ها ثمر ندارد و قربانیان صدمه دیده و می‌میرند. فیلم ایتالیایی " خون آشام عصر هسته‌ای(۱۹۶۱)" هم، از این فیلم تأثیر پذیرفته است، که دکتری تلاش می‌کند تا برای بهبود صورت دخترش، روی صورت زنهای دیگر عمل جراحی انجام دهد. این مسائل توسط پلیسی که در حال بررسی پرونده دختران جوانی که اطراف چشمانشان زخمی شده، است مورد پیگیری قرار می‌گیرد.
بررسی‌های پلیس سرانجام او را سمت یک کلینیک جراحی پوست هدایت می‌کند (موضوعی مشابه در فیلم "چشمان بدون صورت").
فیلم بریتانیایی "فساد(۱۹۶۸)" اندکی تغییر در موضوع انجام داد، به این صورت که یک جراح پلاستیک سعی دارد که با استفاده از استخراج مکرر مایعات غده‌های زنان قربانی، صورت نامزدش را بازسازی کند. کارگردان اسپانیایی "پدرو آلمادوار" دربارهٔ فیلمش به اسم "پوستی که من در آن زندگی می‌کنم" (در رابطه با دکتر جراح دیوانه ای که بر روی یک قربانی عمل جراحی انجام می‌دهد) اذعان کرد که تأثیر خیلی وسعی ای از فیلم "چشمان بدون صورت" گرفته‌است.
این فیلم همچنین، بر روی فیلم‌های تولید آمریکا هم تأثیر گذاشته‌است: "جان کارپنتر" پیشنهاد کرد که سریال "هالووین" برای شخصیت "مایکل مایرز"، از یک ماسک استفاده کند. او دربارهٔ تدارکات فیلم می‌گوید: "آنها هیچ پولی برای ساختن آن ماسک را نداشتند؛ و فیلم دقیقاً آن طور شما می‌بینید نوشته شده است، به عبارتی دیگر، این یک ماسک رنگ و رو رفته با شمایل صورت انسان است، تقریباً ناکارآمد. نمی‌دانم که چرا این‌گونه نوشتم و چرا من و "دبورا]هیل[" این‌گونه تصمیم گرفتیم، شاید به خاطر فیلمی قدیمی به اسم "چشمان بدون صورت" باشد".
بازبینی‌های نسخه DVD "چشمان بدون صورت" بر روی "جان وو" تأثیرگذار بود; منتقدین جزئیات تصویری صحنه پیوند صورت در فیلم جان وو (Face/Off) را با صحنه پیوند پوست در فیلم "چشمان بدون صورت" مقایسه کردند و متوجه شباهت‌ها شدند. یک شباهت دیگر دراستفاده جان وو از قمری‌های سفید در فیلم‌هایش است که بسیار شبیه به شخصیت "کریستین" است که موقع فرار از آزمایشگاه قمری‌های سفیدی در بغل گرفته‌است.
در سال ۲۰۰۱، در مجله "VH1 Storytellers"، "بیلی آیدل" (خواننده آهنگ چشمان بدون صورت) گفت که او ایده آهنگ خود به نام "چشمان بدون صورت" را از این فیلم گرفته‌است. این آهنگ، اولین آهنگ آیدل بود که در جمع ده آهنگ برتر ایالات متّحده قرار گرفت.